# 小舘美紀
小舘 美紀（こだて みき、1992年2月21日 - ）は、栃木県栃木市出身の元ハンドボール選手。

## 経歴
暁高等学校時代は2009年に第3回女子ユースアジア選手権の日本代表に選出された。
2010年に日本ハンドボールリーグのオムロンへ加入。背番号は「20」。8月には第3回女子ユース世界選手権の日本代表に選ばれた。
2011年は第11回女子ジュニアアジア選手権の日本代表U-20に選出。
2012年は第18回女子ジュニア世界選手権の日本代表U-20に選出された。
2013-14年シーズンから背番号を「21」へ変更。
2014-15年シーズンから背番号を「18」へ変更。
2015-16年シーズンから背番号を「11」へ変更。
2016-17年シーズンから背番号を「7」へ変更。
2018-19年シーズン限りで現役を引退。

## 詳細情報

### 年度別成績
| 年       | チーム   | 試合 | フィールド 得点 | 率   | 7m  | 合計  | 警告 | 退場 | 失格 |
| -------- | -------- | ---- | --------------- | ---- | --- | ----- | ---- | ---- | ---- |
| 2010-11  | オムロン | 0    | -               | -    | -   | -     | -    | -    | -    |
| 2011-12  | オムロン | 1    | 0/1             | .000 | 0/0 | 0/1   | 0    | 0    | 0    |
| 2012-13  | オムロン | 4    | 0/1             | .000 | 0/0 | 0/1   | 0    | 0    | 0    |
| 2013-14  | オムロン | 4    | 2/3             | .667 | 0/0 | 2/3   | 0    | 0    | 0    |
| 2014-15  | オムロン | 18   | 3/8             | .375 | 0/0 | 3/8   | 0    | 1    | 0    |
| 2015-16  | オムロン | 11   | 0/0             | -    | 0/0 | 0/0   | 1    | 1    | 0    |
| 2016-17  | オムロン | 18   | 2/3             | .667 | 0/0 | 2/3   | 1    | 1    | 0    |
| 2017-18  | オムロン | 24   | 10/28           | .357 | 0/0 | 10/28 | 6    | 7    | 0    |
| 2018-19  | オムロン | 24   | 10/20           | .500 | 0/0 | 10/20 | 7    | 5    | 0    |
| JHL：9年 | JHL：9年 | 104  | 27/64           | .422 | 0/0 | 27/64 | 15   | 15   | 0    |

- 各年度の太字はリーグ最高

### 背番号
- 20 (2010年 - 2013年)
- 21 (2013年 - 2014年)
- 18 (2014年 - 2015年)
- 11 (2015年 - 2016年)
- 7 (2016年 - 2019年)

## 代表歴

### 日本代表U-20
- ジュニア世界選手権 (2012年)
- ジュニアアジア選手権 (2011年)

### 日本代表U-18
- ユース世界選手権 (2010年)
- ユースアジア選手権 (2009年)